# Cremaster 5

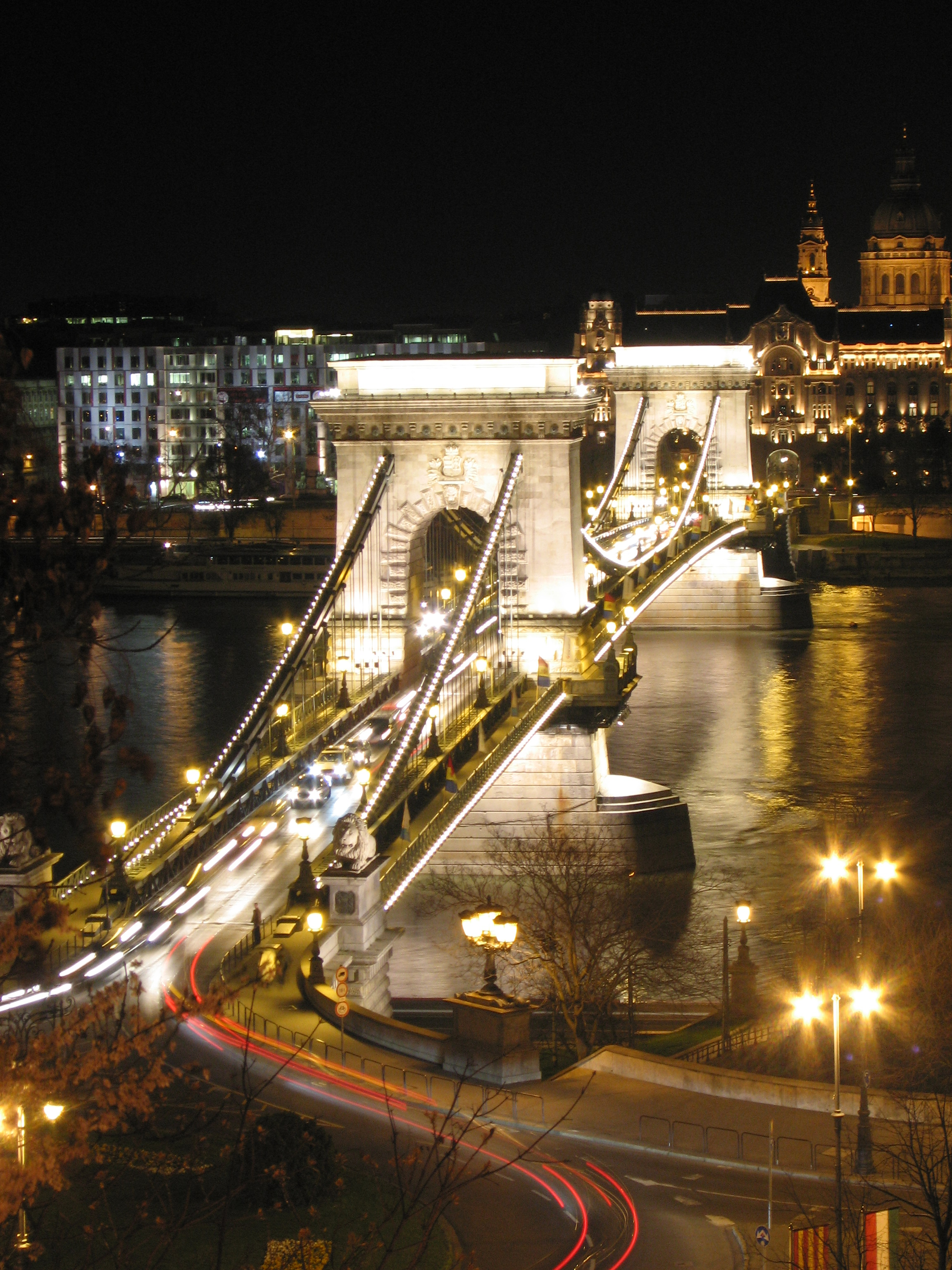
Vista nocturna del Puente de las Cadenas.

Cremaster 5 es una película de 1997 del artista y cineasta Matthew Barney. Es el quinto volumen de su Ciclo Cremaster, que comprende asimismo las cintas Cremaster 1, Cremaster 2, Cremaster 3 y Cremaster 4, las cuales se desarrollaron y produjeron entre 1994 y 2002. Cremaster 5 fue el tercer episodio filmado, en 1997. En la apertura de la obra conocemos a sus personajes y se presentan tres lugares de Budapest, ciudad que será empleada en la narración. 

## Trama
Mientras el Mago (interpretado por Barney) cruza a caballo el Puente de las Cadenas, la Reina (interpretada por Úrsula Andress) sube las escaleras del  Teatro de la Ópera con sus acompañantes, dos mellizas idénticas. Una vez en la cámara del trono, se sienta en este mientras sus servidoras disponen un grupo de palomas jacobinas a su alrededor. En la piscina del balneario Gellért hay perlas flotando y una cortina se abre a un teatro vacío. Sin embargo, todo está dispuesto para la representación, el director de la orquesta hace una señal y la ópera empieza.
Mientras la Reina canta, aparece en el escenario su Diva (interpretada por Barney), que recorre el marco del escenario mientras deja caer en la escena pétalos de flores. Por su parte, la Reina canta una lenta melodía acompañada por un conjunto de cuerdas mientras recuerda con visible tristeza al Mago desnudo y encadenado preparándose para saltar al Danubio, con grilletes de plástico en muñecas y  tobillos, guantes rígidos del mismo material y esferas entre sus pies, tal y como hacía Houdini, quien nació en la ciudad en 1874. A partir de esa relación se ha inferido que la intención del Mago no es la muerte en sí, sino desarrollar un ritual destinado a pertmitir un salto temporal y corporal similar al efectuado por el condenado Gilmore en Creamster 2.

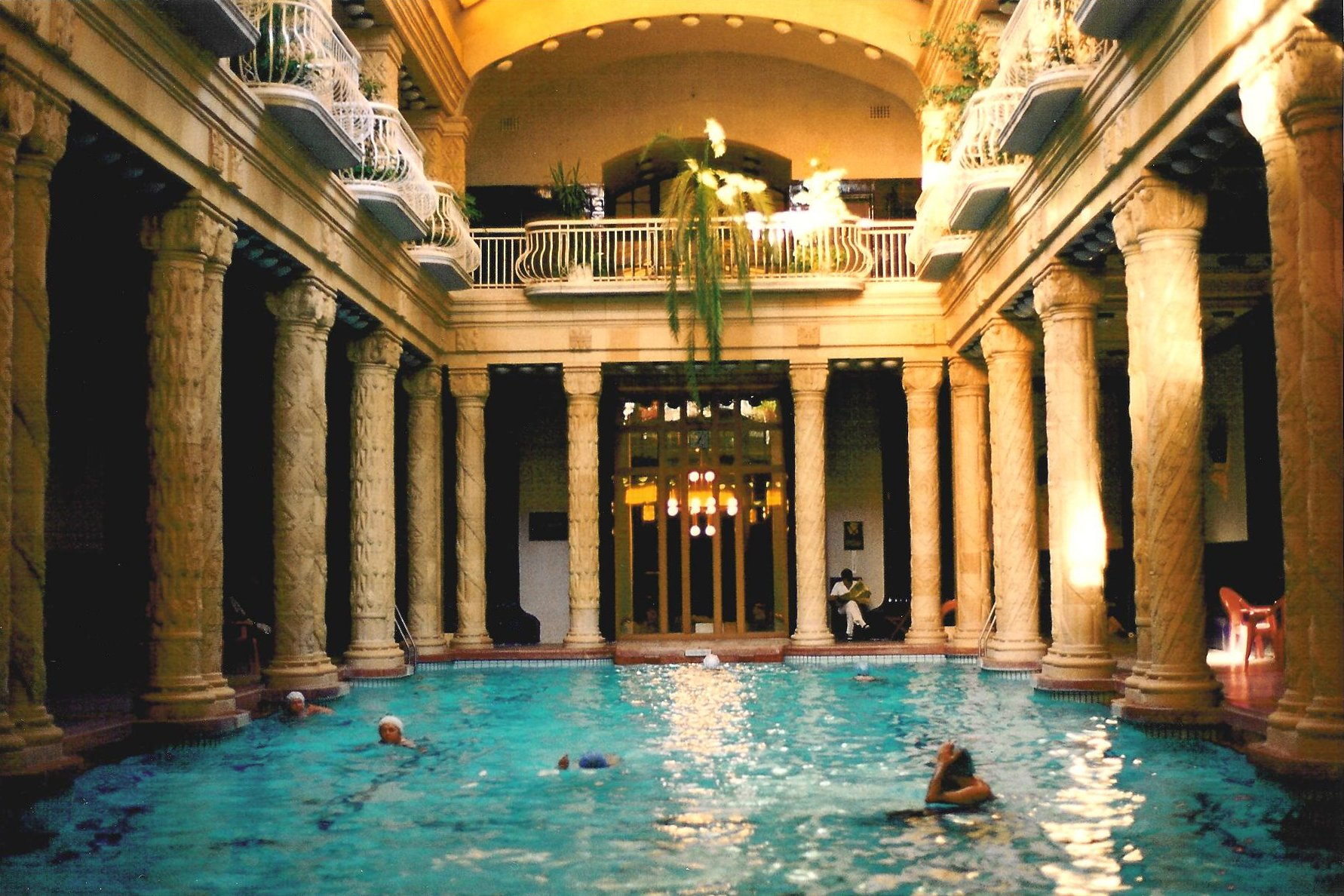
Piscina del balneario Gellért en Budapest.

A través de un orificio del trono la Reina puede contemplar el balneario, y por ellos se introducen las palomas trayendo consigo largas cintas de colores. El Gigante (interpretado por Barney) entra a una sección acuática entre las dos piscinas principales caminando entre las perlas. Buceando hay un grupo de duendes con un grupo de cintas que evocan las de las palomas, los cuales conforman una guirnalda que es fijada en el escroto del gigante, cuyo músculo cremáster, gracias a la tibia temperatura de los termales, permite el descenso de los testículos. 
Al recordar el momento de la caída en del Mago en el Danubio la Reina pierde el sentido. Por su parte la Diva cae en medio del escenario al alcanzar el punto más alto de su ascensión. El Ciclo termina con una gota que cae de la boca de la Reina en el balneario, pero dividiéndose en dos en mitad de la caída, formando por ende dos círculos que llenan con sus ondas la superficie del agua.